# دوم تيلفورد
دوم تيلفورد (بالإنجليزية: Dom Telford)‏ هو لاعب كرة قدم بريطاني في مركز الهجوم، ولد في 5 ديسمبر 1996 في بيرنلي في المملكة المتحدة. لعب مع ستوك سيتي ونادي بلاكبول.

## وصلات خارجية
- دوم تيلفورد على موقع قاعدة بيانات كرة القدم.إي يو (الإنجليزية)
- دوم تيلفورد على موقع Soccerbase.com (لاعب) (الإنجليزية)
- دوم تيلفورد على موقع Soccerway.com (الإنجليزية)